# Вълче поле
Вълче поле е село в Южна България, област Хасково, община Любимец.

## География
Селото се намира в планински район в източната част на Родопите, приблизително по средата между Харманли и Ивайловград.

## История
Предполага се, че днешното село е създадено около 1330 / 1326) г. Това е условно датиране и се базира на първото известно писмено споменаване на селото („Документ за границите на поземления имот на Черменския вакъф от 1562 г.) //„... „В худутнамето (от „худут“ – граница, а худутнаме – озн. крепостен акт, в който се определят границите на мерата). „Документ за границите на поземления имот на Черменския вакъф от 1562 г. става ясно, че в доста обширна област от селата Карабаа и Куртулен (Свиленградско) до с. Гьокчебунар (Сив кладенец – Ивайловградско) липсват много послешни села, т.е. тя още е значително празна, ненаселена, та впоследствие е привлякла още българи заселници и последните малоазийски колонисти (къзълбашите/алианите). Това показва, че в Източна Тракия засилено разселване на българи е започнало през XVII век и е продължило през следващите векове.“
От цитираното става ясно, че в 1562 г. селото (Камилски дол/Деве дере) все още не е съществувало, и че селата Куртулен и Гьокчебунар са значително по-стари от Деведере. ...“// Първият официален писмен документ за възникването на Вълче поле е от 1562 г., според който селището е възникнало през 1326 г.
Предишното име на селото е Куртулен. По време на османската власт се казва Курткьой.
Селото е освободено на 5 октомври 1912 г. по време на Балканската война. Предполага се че през 1912 г. в селото е имало около 90 семейства. Между 1913 г. и юни 1914 г. селото е било изгорено от турците.
„...За Ортакьой се минава презь Курткьой и Деведере, което е на река Арда. И двете села се падатъ въ турската Мустафапашенска околия, която е стигала до Арда. На друго место (вж. Мустафапашенска околия стр. 49) подробно описвамъ ужасите, които съ изпитали нещастните българи отъ Деведере, както и за бегството на Курткьойци. И двете села съ били изгорени, та сега некои отъ разбегалите се жители се мъчеха да поправятъ нещо отъ срутените сгради, колкото временно да се подслонятъ...“

## Забележителности

### Връх Шейновец
Връх Шейновец е най-високият връх в планинския рид Гората (Св. Марина), първия дял на Източните Родопи, с надморска височина от 703,6 m. Върху самия връх има паметник на загиналите в Балканската война, а в подножието му голяма ретранслаторна радио-телевизионна кула. Около върха личат останките на стара тракийска крепост.

### Гробница при Шейновец
Под връх Шейновец и на билото на планинския рид Гората (Св. Марина), на границата със землището на с. Малко градище се намира тракийска гробница, чийто купол е изграден от застъпващи се квадри. Тя също е изследвана от проф. д-р Богдан Филов, наред с мезешката гробница.

### Други забележителности
- В планинските местности наоколо са открити останки от тракийски гробници, подобни на тази в село Мезек. Две от тях се намират на хълма непосредствено над селото. Разрушени почти напълно. Останките на трета тракийска гробница се намират в планината над селото. В околността има останки от поне още една тракийска могила, напълно унищожена.
- Тракийска гробница Шейновец N41 43 00.0 E26 01 26.0 Надгробната могила, разположена на билото на рид, е с височина 7 – 8 м, в която от югоизточната страна има каменна куполна гробница. Гробницата се състои от правоъгълна камера (2 х 1,74 м и вис. 2,6 м) и централна кръгла камера (диам. 3,57 м и вис. 3,45 м). Засводяването на камерата е четирискатно, а на централната камера – кошеровидно. Входът е бил затворен с големи каменни плочи. Гробницата е изградена от квадрови блокове, без спойка и скоби помежду им. Проучвана през 30-те години на 20 век от Богдан Филов.
- Крепост-светилище Куш кая N41 42 32.0 E26 00 16.0 („Куш кая“ от турски „птичи камък“ „куш“ = птица и „кая“ = камък, скала)– представлява огромна скала наподобяваща орел, намираща се на север от селото. При неотдавнашни археологически разкопки е установено, че скалата е била древен тракийски култов комплекс. Предполага се, че култовият комплекс е бил ограден от крепостна стена и вероятно е бил свързан с другия такъв – „Глухите камъни“ разположен няколко километра по-нагоре в планината. Тракийска крепост „Куш кая“ се намира на 2.35 km север-северозападно от село Вълче поле. По време на разкопките извършени през 2005 година са разкрити останки от сгради, керамика и част от крепостен насип. Обитаемата площ е около 25 декара южно от Куш кая. По време на проучването са разкрити две жилища от късната бронзова и ранножелязната епоха и една укрепителна стена. На места проучените пластове достигат до 1.4 метра което свидетелства за продължително обитаване. По намерените артефакти археолозите установяват, че терена е бил обитаван през сравнително дълги периоди от време, като най-силен интензитет на обитаването е установено през късната бронзова (XVI – XII в.пр.н.е.) и ранно желязната (Х-V в.пр.н.е). Неговото интерпретиране като укрепено селище, на този етап от проучването изглежда най-вероятно и съответства на труднодостъпното му местоположение. На скалите Кушкая има два остри и недостъпни скални масива, разположени на малък хребет в посока изток-запад. От северната страна голямата скала се издига на 25 – 30 м, а на юг тя е почти двойно по-висока – около 50 м. Тук скалите са изключително живописни, застинали в странни форми: едната от тях прилича на приведен човек, носи името „Бабата". Встрани по билото се виждат натрупани едри камъни от зид. Вътрешното пространство е терасирано. Ив. Велков предполага, че тук са били жилищни помещения. Навсякъде се намират останки от глинени съдове, хромели и хавани. Според описанието на Яна Манолова, керамиката от това място вероятно е от ранножелязната епоха. Огромна величествена скала, наподобяваща орел. През 2005 г. са разкрити останки от сгради, керамика и част от крепостен насип. До селото се стига по пътя Любимец-Ивайловград. При село Дъбовец се завива наляво, село Вълче поле се пресича през центъра и се излиза на другият край на селото. Където свършва асфалтовият път се оставя колата и се продължава по левия път. През цялото време от село Дъбовец Птичи камък се вижда в северна посока. По време на разкопките извършени през 2005 г. са разкрити останки от сгради, керамика и част от крепостен насип. Обитаемата площ е около 25 декара южно от Куш кая. По намерените артефакти археолозите установяват, че терена е бил обитаван през сравнително дълги периоди от време, като най-силен интензитет на обитаването е установено през късната бронзова (XVI – ХІІ в.пр.н.е.) и ранно желязната (Х–V в.пр.н.е.). Неговото интерпретиране като укрепено селище, на този етап от проучването изглежда най-вероятно и съответства на труднодостъпното му местоположение. По време на проучването са разкрити две жилища от късната бронзова и ранно желязната епоха и една укрепителна стена. На места проучените пластове достигат до 1,4 м. което свидетелства за продължително обитаване.
- А ето и какво казва българската наука за укрепеното селище при Куш кая: „През 2005-2007 г. в м. Куш Кая близо до с. Вълче поле, община Любимец бяха извършени разкопки на селище от късната бронзова и ранната желязна епохи. Археологическият обект е разположен на върха на хълм в периферията на южните склонове на източнородопския рид Гората. Два големи каменни масива доминират над по-високите части от Куш кая, заграждайки рида от север и от юг. Теренът е естествено отворен на юг/югозапад към долината на средна Арда. Билото на хълма е затворено от укрепена територия с неправилнатрапецовидна форма, покриваща район от 250 дка. Обектът е стратифициран и му е направена хоризонтална и вертикална стратиграфия. Структурите от различните периоди на обитаване не се препокриват често, което показва, че района не е бил застроен навсякъде, а има своя специфична вътрешна организация. На отделни места културните пластове от различните периоди достигат 2 м дебелина. Проученият район е разделен на три основни сектора. В сектор І са открити структури основно от късната бронзова епоха. Сектор ІІ представя всички познати периоди на обитаване на обекта (късно бронзова епоха, ранно желязна епоха и римски императорски период). Сектор ІІІ е свързан с изследването на югозападната част от укрепителната система. Така в пластът от късната бронзова епоха са проучени останките на четири къщи от два последователни строителни хоризонта. Къщите са построени от измазан плет върху каменна основа. Този метод на градеж найдобре може да бъде видян при къща N 3. Сградите имат една или две стаи с площ между 20-25 и 50 м 2 . Две от къщите са опожарени. Обитаването през късно бронзовата епоха е концентрирано върху високите тераси на северните части на билото. Начинът на живот показва черти, които са характерни за полупланинско и планинско обитаване. Керамичният материал и дребните находки принадлежат към двете фази на периода и могат да бъдат датирани през 13-11 в. пр. Хр. В сектор ІІ са открити стратиграфски свързани структури от късно бронзовата и ранните фази на ранната желязна епоха (10-9 в. пр. Хр.). Сред най-характерните находки от по-късния период трябва да бъде споменат фрагмент от калъп, намерен в разрушената къща. Топографията на откритите структури и материалите от първата фаза на ранножелязната епоха е подобна на топографията на къснобронзовото обитаване във високите северни части на билото. Втората фаза на ранно желязната епоха е най-добре представения период на Куш кая. Материалът от тази епоха е многоброен и се открива в почти всички части на обекта (както в укрепената, така и в неукрепената част). Той свидетелства за най-интензивно обитаване през този период. Укреплението на селището е изградено през втората фаза на ранно желязната епоха. Общите наблюдения на терена показват, че през това време площта на селището се е увеличила значително. Обитаването не е ограничено само върху високите, укрепени части, а и върху склоновете, простирайки се на изток и югозапад. Леки конструкции от дърво и трамбована глина са намирани в сектор ІІ. Поради голямото количество печати за нанасяне на украса върху керамика и огнища, намирани в тази част постройките могат да бъдат интерпретирани като работилници за керамика. Разнообразният керамичен материал принадлежи към началото на втората фаза на ранно желязната епоха (8-7 в. пр. Хр.). Късната фаза на 18 периода (6 в. пр. Хр.) не е засвидетелствана. Опитите за сравняване на Куш кая с други подобни обекти поставя въпроса за тяхната функционална интерпретация и наличието на редовни археологически разкопки. Последните десетилетия обекти от късната бронзова и ранната желязна епоха често са идентифицирани като светилища основно на базата на техните геоморфологични характеристики. Тяхното местоположение върху доминиращи височини и ясно изразените скални масиви не са сами по себе си аргументи в полза на интерпретацията им като култови места. В редица от случаите отделни черти на скалните светилища се откриват и при обекти, чиято култова интерпретация е спорна. Резултатите от проучванията на различни обекти от последните няколко години ясно показват, че не може да се приема интепретацията по презумция и само конкретните проучвания могат да дадат ясни отговори. В настоящия етап на проучване, селището при Куш кая показва дълъг етап от човешко обитаване, което вероятно обхваща около пет века от края на ІІ хил. пр. Хр и през първата половина на І хил. пр. Хр.“ (Х. Попов. Куш кая. Характеристики на обитаването през късната бронзова и ранната желязна епоха. – Археология, 2009, 1 – 2, 21 – 39. ISSN 0324-1203. Студия), както и *Stephanos Archaeologicos in honorem Professoris Stephcae Angelova. Studia Archaeologica Universitatis Serdicensis, Suppl. V, София 2010, стр. 57 – 67.) „Възвишението Куш кая е разположето по южните склонове на рида Гората в Източните Родопи. Намира се северозападно от днешното село Вълче поле. Проведените в периода 2005-2007 г. археологически проучвания показват, че на Куш кая през ранната желязна епоха е съществувало голямо, укрепено селище. Към най-интересните находки от този период принадлежат 10 глинени печата, предназначени за украса на керамика. Повечето печати са 24 открити до две огнища на подовото ниво на една голяма постройка, проучвана в сектор ІІ. Другите са от същия сектор, но от стратиграфски пластове, нарушени от по-късното обитаване през римската епоха на това място. Постройката от ранножелязната епоха вероятно е имала производствени функции и се интерпретира от автора като керамична работилница. Структурата се свързва с периода на най-интензивно обитаване на селището, което по това време се е простирало на площ от над 25 000 кв.м. Различните нужди на жителите са били задоволявани от специализирани занаятчии. Това се отнася и за керамичната продукция. Добри паралели находките и теренната ситуация, свързана с тях, намират в обекта при с. Овчарово, където също са открити многобройни глинени печати, в контекст, свързващ ги с производство на това място. През последните години рязко нарастна броят на откриваните печати за украса на керамика, както и броят на обектите, на които те се откриват. Този факт показва, че е по-разумно да се мисли не за напълно специализирано занаятчийств, ориетнитарно към широк пазар и далечни дестинации, а по-скоро за занаятчийство ориентирано към потесен кръг потребители в рамките на общината.“
- Тракийска и средновековна крепост Курт Кале N41 42 56.0 E26 01 47.0 (връх Шейновец, калето) Средновековната стена на крепостта е от каменни блокове. На десетина метра от външната стена върви друга, успоредна на първата (вътрешна). Двете стени опасват върха от изток и юг, на места все още добре запазени, а другаде без никакви надземни останки. От юг е главната врата, сравнително добре запазена. На север и северозапад крепостта е добре защитена от редица високи остри скали. В западния край на вътрешното пространство се намират развалини от водохранилище (щерна) – елипсовидна постройка в земята, с размери 6x10 м. В крепостта се намират обилни фрагменти от тракийска и средновековна керамика. В подножието на крепостта има следи от тракийско светилище – в скалата – култови трапецовидни ниши, от двете страни на входа на светилището. Тук са намерени останки от мраморен релеф на тракийски конник, което показва, че светилището е използвано и през римската епоха.
- Глухите камъни – Тракийски култово - погребален комплекс „Глухите камъни“ - Целият обект обхваща над 20 скални масива, по които се наблюдава продължително обитаване от I хил.пр.хр., т.е. ранно-желязната епоха и стига до късното Средновековие. Археолозите смятат, че става въпрос за затворен манастирски комплекс, а изсичанията в скалите се ползват за поставяне на праха на видните личности от племето. Пример за това е Скалната църква, открита вследствие на иманярски разкопки. Уникалното при нея е, че разполага с щерна, която почти целогодишно е пълна с вода. При теренни обхождания са намерени релефна украса, напречни изсичания, мраморна плоча, парапетна мраморна колона и др. Намерени са още стенописи: лоза с лист и грозд, стенопис с букви, дрехи на светци, драперии. В северната част на църквата е открит камък с врязан кръст на него и голяма паница от ХІІ-ХІІІ в. Глухите камъни се оказват не просто едно от големите светилища на древността, но и част от обширен град с улици и къщи, който се простирал от връх Марина надолу към река Арда. Другият интересен и основен факт е, че откритата керамика е от ранно-византийската епоха. Вече има доказателства, че средновековната църква стъпва на основите на ранно-християнската църква. Всички проучвания сочат, че става въпрос за култов център, изграден от траките и който е обитаван в продължение на векове. Археолозите са категорични, че става въпрос за едно и също селище, което обхваща върха „Св. Марина“ (където има останки от крепост) и култовия комплекс „Глухите камъни“, защото и на двата обекта са представени едни и същи периоди. В близост до върха са открити оградна крепост и тракийски материали от същия период. Друго доказателство е близостта на двата обекта и пътят, който ги свързва. Това е единственият възможен и най-близък начин за връзка между тях.
- Глухите камъни – изток N41 43 38.5 E25 57 22.4
- Глухите камъни – запад, западният комплекс (манастирът, гробницата, стълбата, щерната) N41 43 40.5 E25 57 17.4
- Глухите камъни Юг, южен комплекс (ниши, пещери, лабиринт) N41 43 35.5 E25 57 22.0 Скален комплекс с ниши, пещера, лабиринт
- Скални ниши Кралимарков камък N41 42 45.0 E26 03 09.1 огромен скален блок, лежащ в планинанта, югоизточно от село Вълче поле
- Паметник на загиналите граничари Асен Илиев, Стоил Косовски и Георги Стоименов в центъра на селото.
- Връх Света Марина и Крепост Ефрем (Света Марина) N41 43 44.6 E25 56 45.9 Съвсем близо до Глухите камъни е връх Св. Марина. Във фолклорния образ на светицата и обредността в нейна чест отдавна е разпозната Великата богиня майка като пазителка на дивата природа и покровителка на младите в предбрачна възраст, владичица на змиите и на космическия огън. Чествана е с нощни празници и с мистериална обредност, с която младите са встъпвали в пълнолетие. Обикновено свещените места на светицата са в ниски долове, при извори. Ивайловградската (до с. Ефрем) св. Марина обаче е висок връх, който доминира над светилището. Тук тя е наследила и идеята за Планинската богиня майка. В народните вярвания св. Марина е сестра на св. Илия – старозаветния пророк, който се въздига безсмъртен на небето. Образът му и обредността в негова чест свидетелстват за древна почит към бога Слънце. Траките са вярвали, че слънцето има два образа – кон през лятото и вълк (или куче) през зимата. Западният вал на крепостта е непосредствено продължение на черния път, идващ от запад, който води до върха и съответно до крепостта. Валът е с П-образна форма, обърната с хоризонталната стена на запад. Непосредствено от него започва северната стена на крепостта (от натрошени камъни), която върви в посока запад-изток. Стената (в момента от натрошени камъни) започва от западния П-образен вал на крепостта и върви в посока запад-изток, като южно и непосредствено до нея е централната част на крепостта, ориентирана около относително голяма скала. Стената е пазела северния склон на върха, който от нея започва сравнително стръмно да се спуска надолу. Централната част на крепостта вероятно е свързана с тракийско светилище (преди римската епоха), ориентирано около големия камък в центъра. В близост до него има следи от стени, иманярски ями, както и парчета от керамика. Северно от централната част върви в посока запад-изток крепостна стена от натрошени камъни. Има сведения, че армия на франките, предвождана от брата на Балдуин (вероятно Анри Фландърски, между 1206 и 1211 г.) се укрива в тази крепост, след сражение с българска войска, станало някъде под село Вълче поле (местността „Френкска ряка“).
- Шарапаните под Куш кая – големи изкуствени съоръжения за задържане на течности, изкопани по времето на траките, намиращи се в скалите на речното корито под Куш кая.
- Гранична застава – Асен Илиев
- Гранична застава Косовски
- Каменен мост – „Кара тарла“
- Големият язовир под селото
- Хижатана река Арда под селото и митничарското вилно селище
- Местност „Шафрана“
- Връх Голака с направен окоп отгоре и гледка към Бяло море и Одрин
- Древен римски път
- Гранично защитно съоръжение „Крали Марко“ – част от отбранителна линия минаваща над селото, включваща окопи, картечни гнезда, бункери, танкови куполи и складове за боеприпаси, предназначена за защита, в случай на нападение от Гърция и/или Турция.

## Редовни събития
- На 6 май, Гергьовден, се провежда събор – панаир.
- На 5 октомври на връх „Шейновец“ – Калето се отбелязва освобождението на селото и околността
- До 1980 г. в селото се провежда кукерско шествие, наричано „Бубошари“.
- На 31.март или около тази дата се провежда възпоминателно поклонение на тримата граничари, Асен Илиев, Стоил Косовски и Георги Стоименов, загинали през 1952 г.при престрелка на границата с бандитска група. Често присъстват и наследници на Георги Стоименов, тъй като само той от тримата е имал дете.

## Кухня
- „Смигаль“ – обредно ястие, използва се при кръщенки и други поводи, приготвя се от специална пита, която след това се натрошава на малки парчета.
- „Накладени карпузки“ – туршия, приготвяна в края на лятото от последните малки дини и зелени домати.
- „ДядУ“ – сушено месо.
- „Бърканица“ – разхладителна напитка от мляко и вода, получава се след избиването на маслото в специален съд – „бурило“, с дървен прът, завършващ с разширена дървена част. След отделянето на маслото остава бърканицата.
- „Вълчеполска баница“ – с печени кори, леко намазани с прясно масло, и с плънка от извара или сирене.
- „Зелник“ – прави се като баница, но с лапад.
- „Капама/Каплама“ – обикновено с телешко или дивеч и много кромид лук
- „Тиквеник по вълчеполски“
- „Цървено варю“ – ястие от дребно бобово растение с червени или черни семена
- „Пържени яйца с каварма“